# Archives d'État (Espagne)
Pour les articles homonymes, voir Archives d'État.
Les Archives d'État (en espagnol Archivos Estatales) désignent, en Espagne, les services d'archives publics qui relèvent de l'État central.

## Présentation
Celui-ci est l'héritier de plusieurs royaumes qui, dès le Moyen Âge, avaient chacun organisé leurs archives. Ce caractère composite se traduit par l'existence de cinq institutions d'archives à compétence nationale, qualifiées officiellement d'archives générales. Les trois premières conservent des fonds essentiellement antérieurs au XIXe siècle : Archives générales de Simancas, Archives de la Couronne d'Aragon (Barcelone) et Archives générales des Indes (Séville). Les deux autres conservent surtout des archives des périodes plus récentes : Archives historiques nationales (Madrid) et Archives générales de l'administration (Alcalá de Henares).